# Como (Mississipi)
Como és una població dels Estats Units a l'estat de Mississipi. Segons el cens del 2000 tenia 1.310 habitants.

## Demografia
Segons el cens del 2000, Como tenia 1.310 habitants, 461 habitatges, i 352 famílies. La densitat de població era de 267,6 habitants per km².
Dels 461 habitatges en un 34,5% hi vivien nens de menys de 18 anys, en un 39,7% hi vivien parelles casades, en un 31% dones solteres, i en un 23,6% no eren unitats familiars. En el 22,1% dels habitatges hi vivien persones soles l'11,9% de les quals corresponia a persones de 65 anys o més que vivien soles. El nombre mitjà de persones vivint en cada habitatge era de 2,84 i el nombre mitjà de persones que vivien en cada família era de 3,3.
Per edats la població es repartia de la següent manera: un 30,1% tenia menys de 18 anys, un 9,8% entre 18 i 24, un 24,5% entre 25 i 44, un 20,6% de 45 a 60 i un 15% 65 anys o més.
L'edat mediana era de 34 anys. Per cada 100 dones de 18 o més anys hi havia 74,8 homes.
La renda mediana per habitatge era de 22.344 $ i la renda mediana per família de 25.000 $. Els homes tenien una renda mediana de 28.333 $ mentre que les dones 18.977 $. La renda per capita de la població era de 12.278 $. Entorn del 31,3% de les famílies i el 37,5% de la població estaven per davall del llindar de pobresa.

## Poblacions més properes
El següent diagrama mostra les poblacions més properes.